# Kostel Všech svatých (Sedliště)
Kostel Všech svatých ve středu slezské obce Sedliště v okrese Frýdek-Místek je jednou z nejvzácnějších dřevěných sakrálních památek v republice a to nejen množstvím zachovaných architektonických prvků z doby výstavby kostela, ale hlavně svou velikostí nemá mezi dřevěnými kostely na Těšínsku obdoby. Podobný, avšak menší kostel můžeme nalézt v Nerozimi nedaleko Těšína v dnes polské části Těšínska.

## Historie

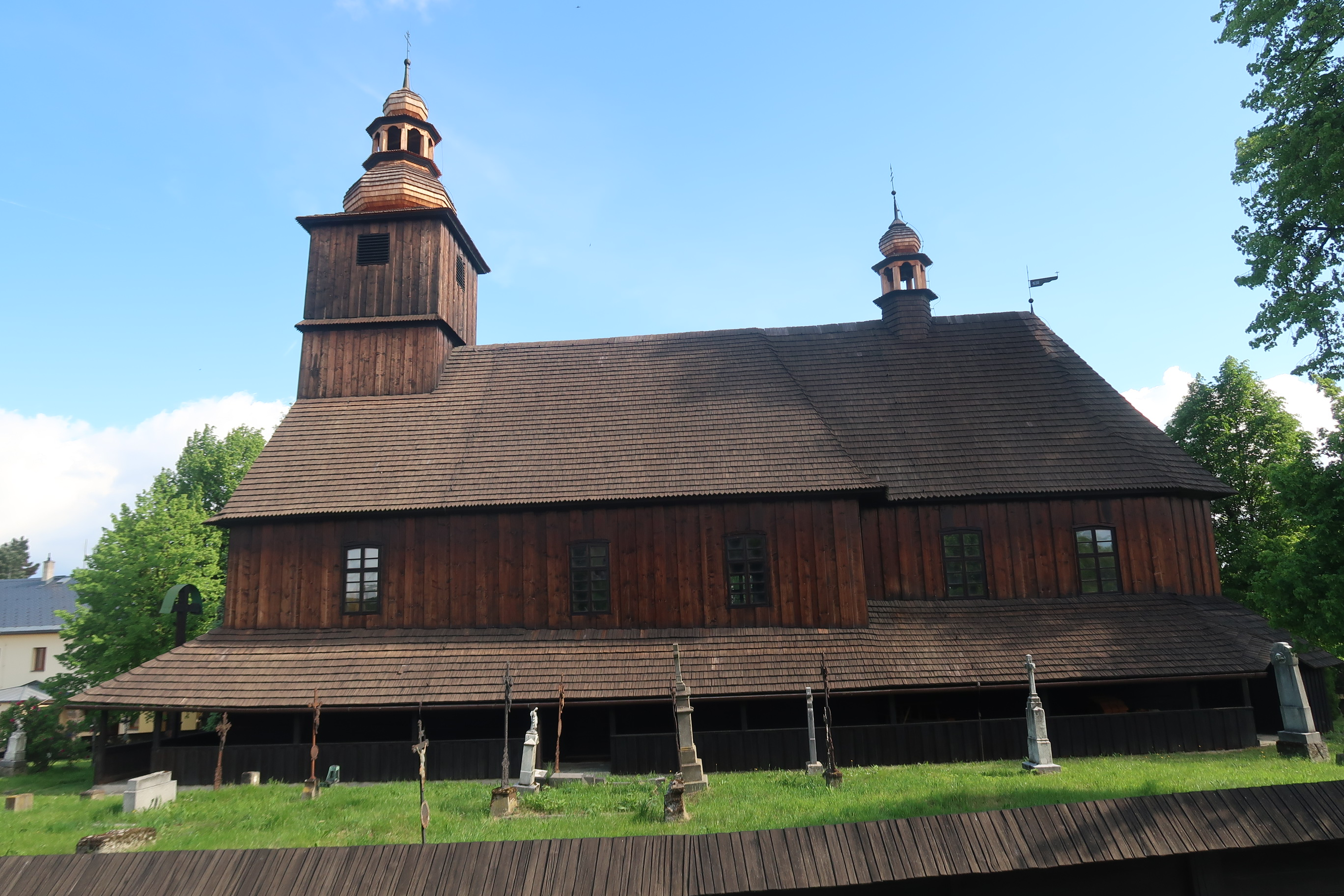
Pohled na kostel od jihu

První zmínku o datu založení sedlišťského kostela můžeme nalézt v knize "Chronica parochiae brusovicensis" (kronika fary bruzovské) sepsané bruzovským farářem Ondřejem Antonínem Bínkem na konci 17. století ze starších, dnes ztracených knih. V osmém oddílu kroniky můžeme nalézt latinský zápis "Roku 1638 kostel Všech svatých v Sedlištích za urozeného pána Jiřího z Oppersdorfu znovu vystavěn". Podle jiného, pozdějšího pramene byl kostel v Sedlištích vystavěn již r.1624 proboštem Janem Škultétem, bruzovským farářem.
Podle Vizitačního protokolu z roku 1679 postavili kostel sedliští tesaři Adam a Václav s pomocníky na půdoryse původního kostela a s využitím starších zdravých trámů za působení již výše zmíněného probošta Jana Škulteta. Kostel svým vzhledem odkazuje ke starším stavbám obdobného typu – má pětiboké zakončení lodi a celý je ze vnějšku obehnán sobotou (krytým ochozem), chránící základy kostela.
Původně samostatná věž byla roku 1860 rozebrána a znova postavena nad hlavním vstupem a zakončena novou bání. Roku 1871 byla ustanovena sedlišťská farnost a prvním farářem se stal Jan Goryl z Těrlicka.
V roce 1994 byl poblíž vhodu do kostela umístěn památník Kříž obětem komunismu.
Závažnější poškození kostela se projevilo v roce 1999, kdy kvůli dlouhodobému zatékání hrozilo zřícení horní části věže. Organizací oprav se ujal iniciativní pan farář ThMgr. Karel Macků.

## Galerie

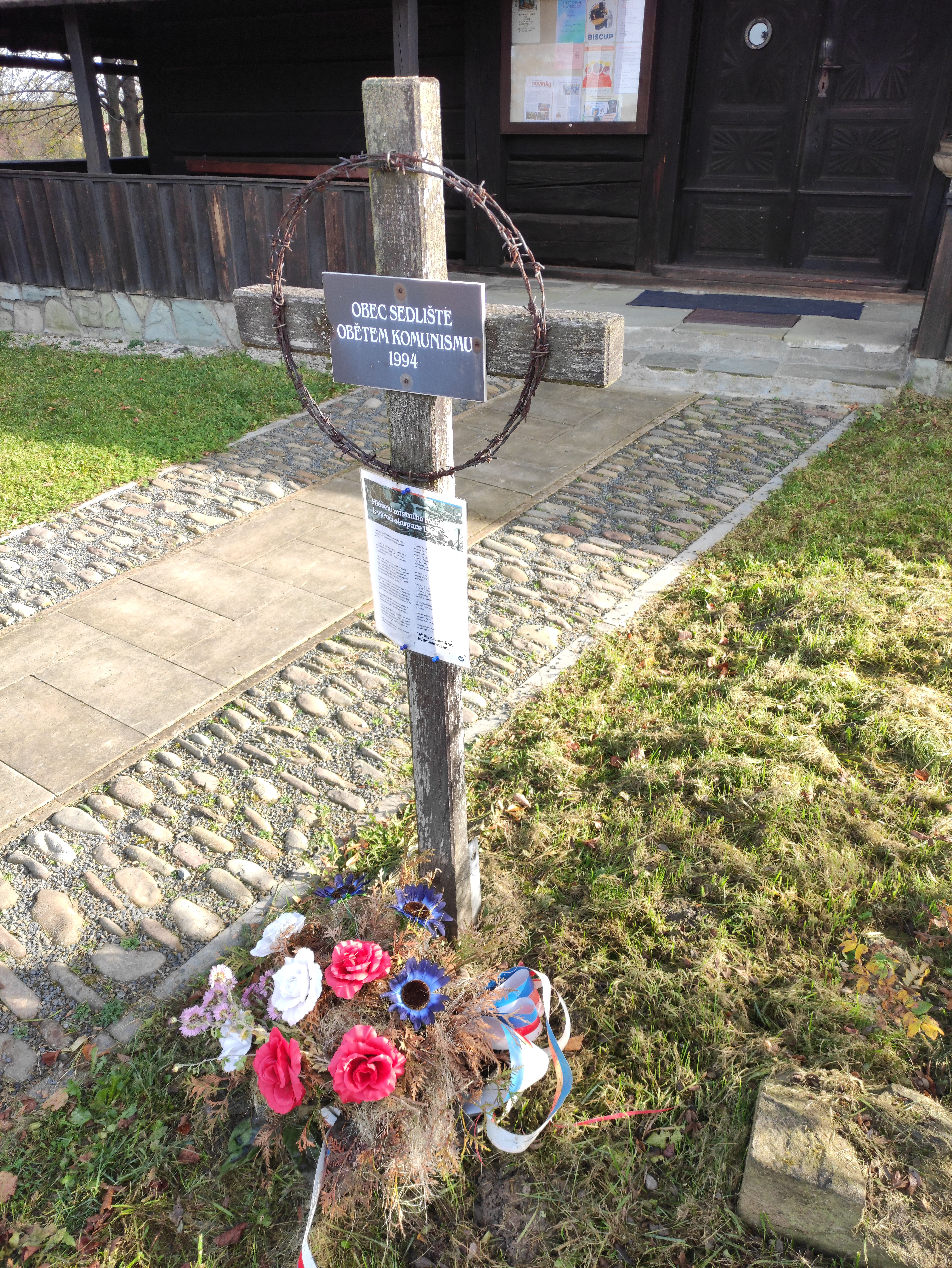
Kříž obětem komunismu
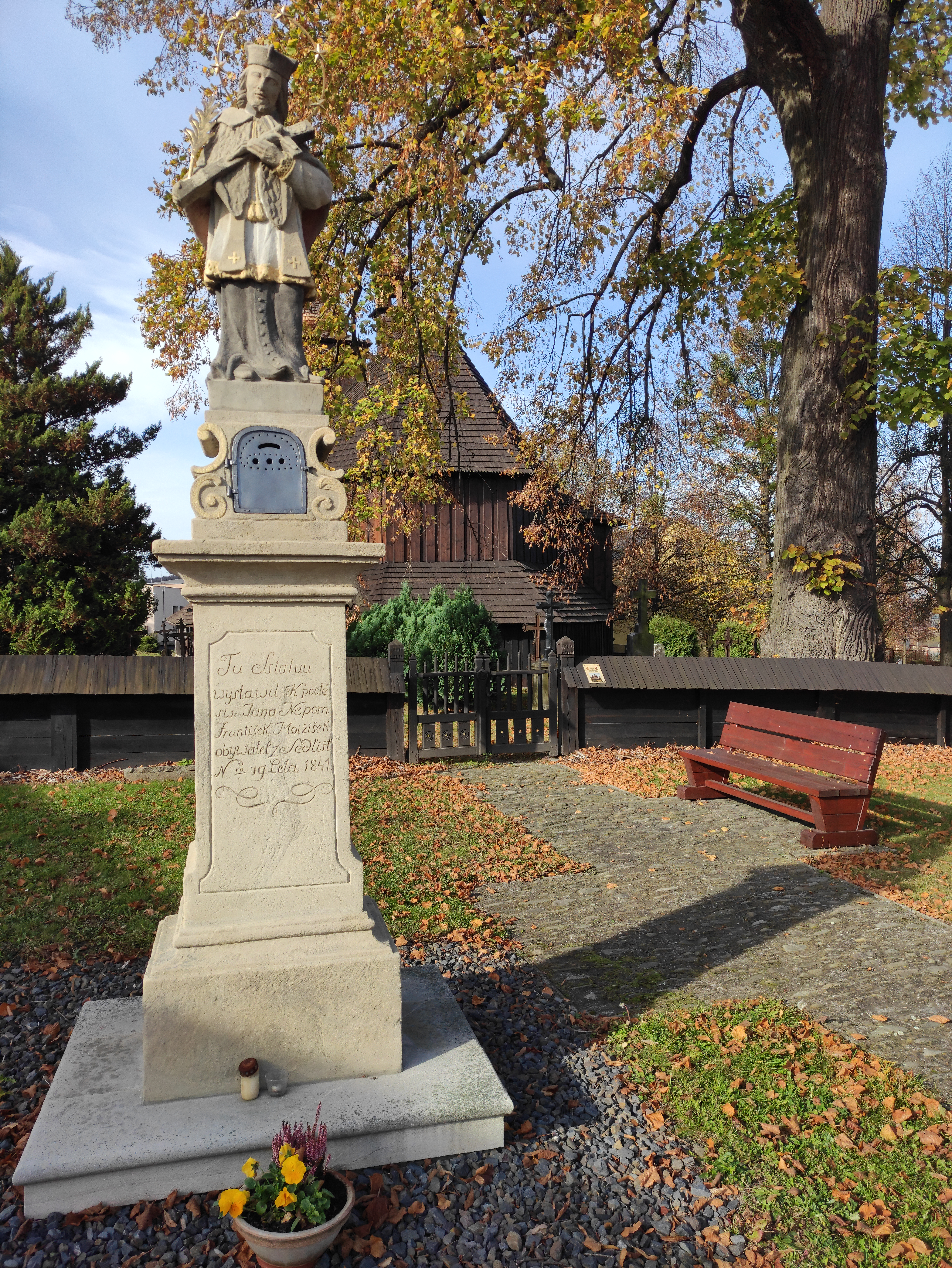
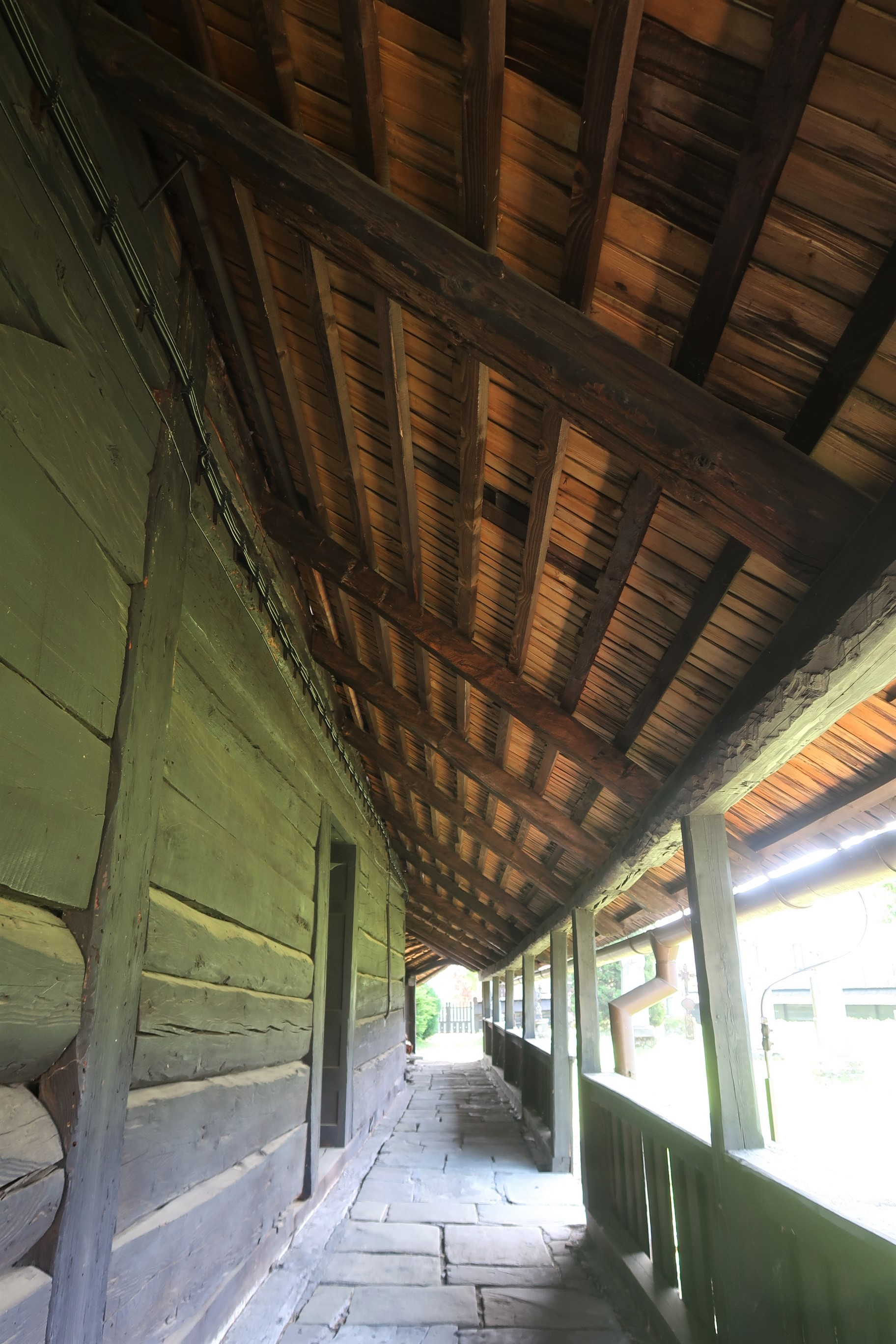
Jižní strana ochozu kostela
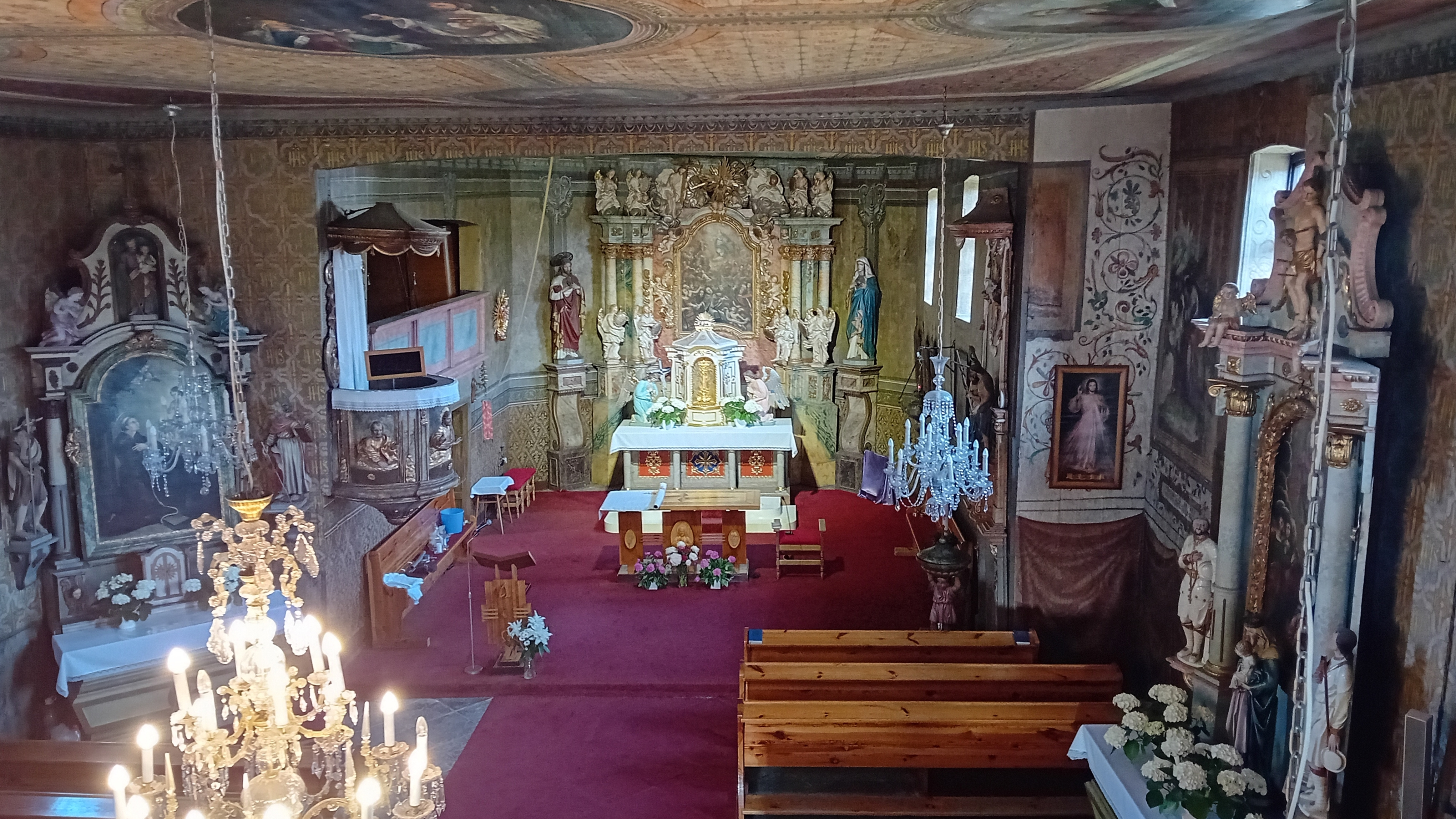
Interié kostela
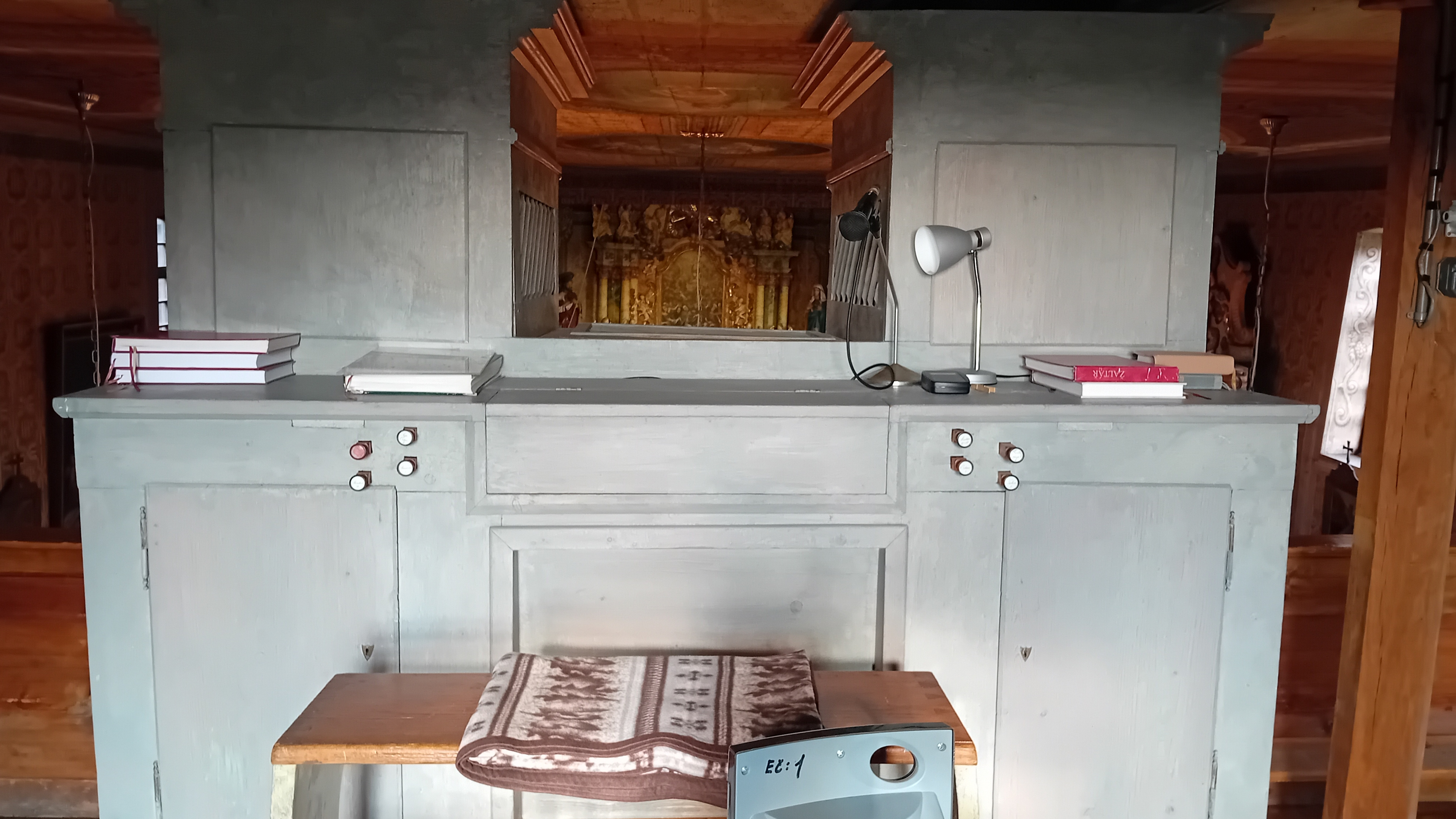
Varhany - hrací stůl
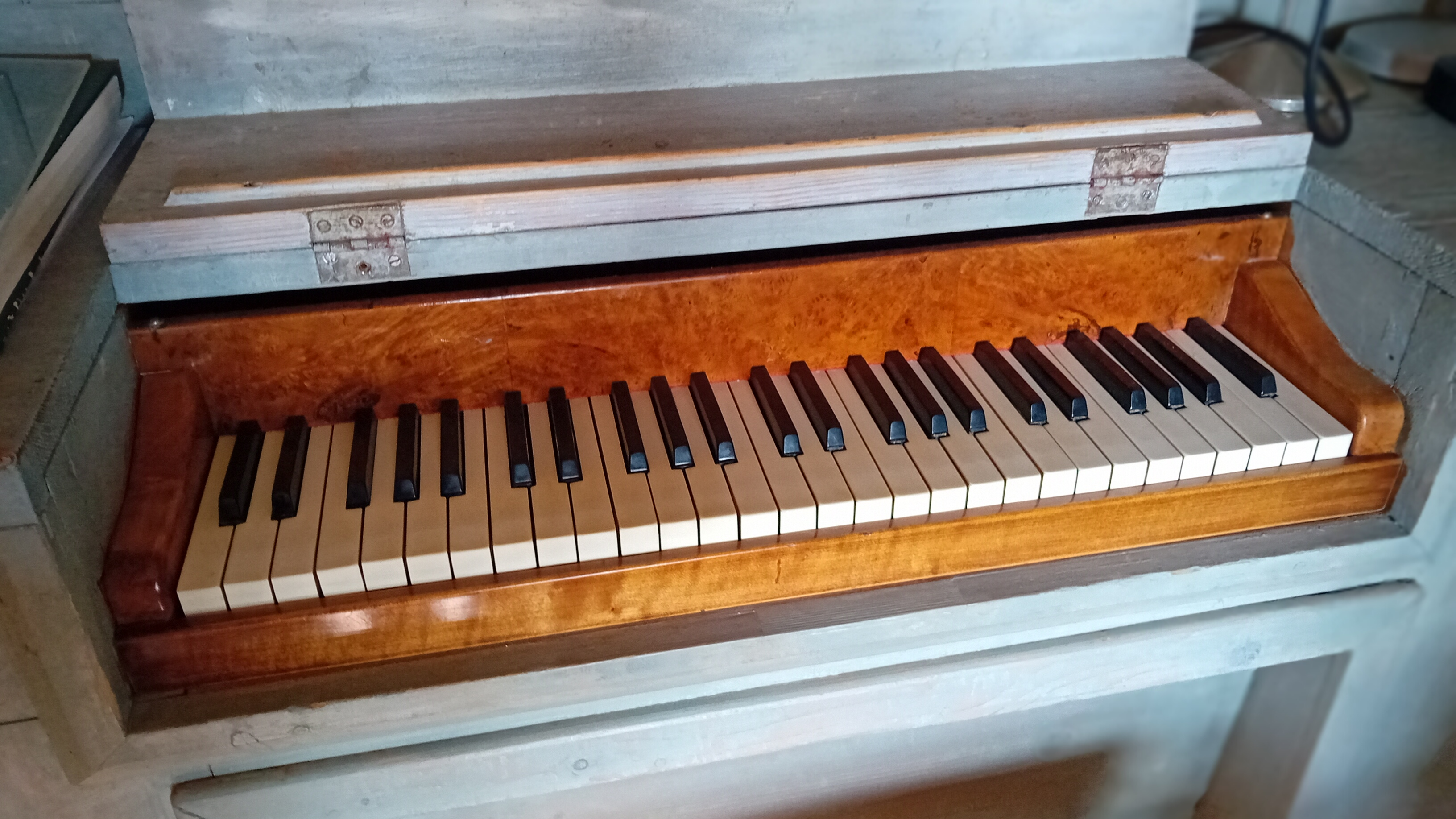
Varhany - Klaviatura
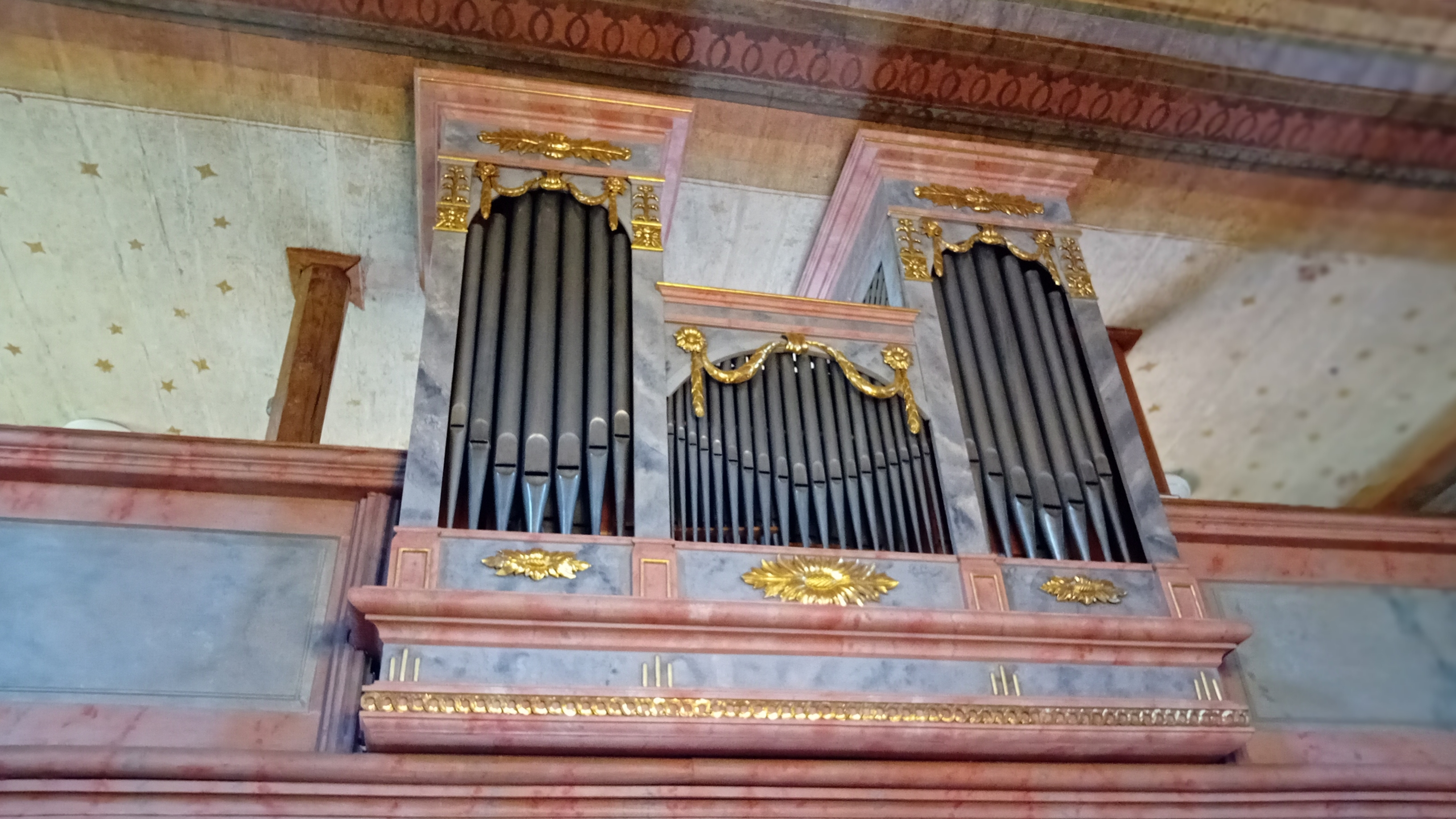
Varhany
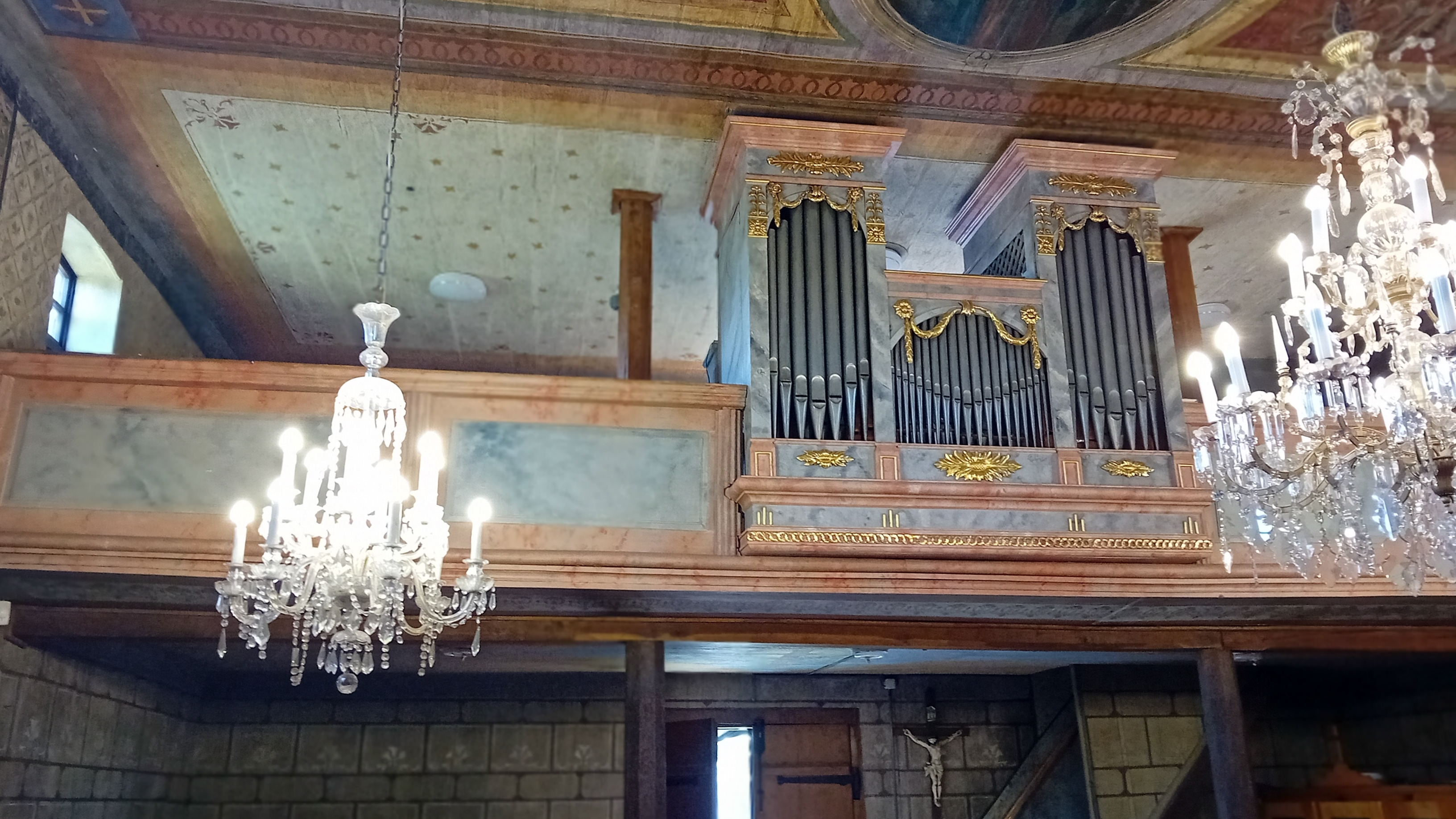
Kruchta